# Голубячий
Голубя́чий — уничтоженный во время Великой Отечественной войны хутор в Ростовской области. Находится на территории современного Куйбышевского сельского поселения Куйбышевского района.
Находился на берегу реки Миус, между современным селами Скелянский и Русское.
В хуторе Голубячий к 1941 году жили шахтеры. После начала войны и оккупации немецко-фашистскими захватчиками хутор стал частью так называемого Миус-фронта. Жители покинули хутор и после войны не вернулись. Оккупанты стояли здесь на рубеже с декабря 1941 года по август 1943 года.. Хутор обозначен на немецких военных картах
Фашисты превратили хутор в мощный опорный пункт Миус-фронта.
Освобождал хутор 867-го стрелковый полк 271-й стрелковой дивизии с июля 1943 года.
В течение трех дней 18-20 августа 1943 года у хутора прошли кровопролитные бои, в ходе которых Голубячий был освобождён.
После войны не восстанавливался, местность заросла.
Была вновь обнаружена в 2013 году поисковиками. Члены поискового объединения «Миус-Фронт» обнаружили фундаменты домов, окопы и останки солдат. Погибших перезахоронили в братской могиле в селе Русское.
В 2020 году здесь продолжились поисковые работы, был разбит лагерь поисковиков
По данным Подольского архива Министерства обороны, на территории исчезнувшего хутора находится крупные братские захоронения бойцов Красной армии. Сотни солдат числятся пропавшими без вести в боях за хутор.